# Pipunculus amuricus
Pipunculus amuricus är en tvåvingeart som beskrevs av Kuznetzov 1991. Pipunculus amuricus ingår i släktet Pipunculus och familjen ögonflugor. Inga underarter finns listade i Catalogue of Life.